# Agustín Lara

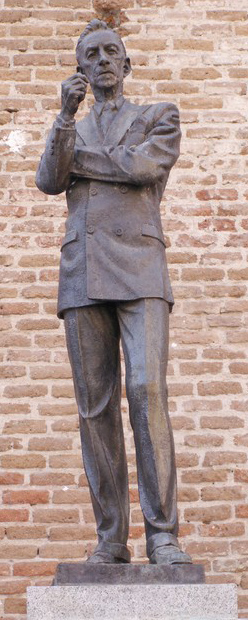
Staty över Lara i Madrid (Humberto Peraza, 1975).

Agustín Lara Aguirre del Pino, född 30 oktober 1897, död 6 november 1970, var en mycket produktiv och populär mexikansk kompositör. Han har bland ca 500 sånger skrivit Granada förutom mycket annan musik.